# Thines
Thines is een plaats en deelgemeente van de Belgische gemeente Nijvel. Thines ligt in de provincie Waals-Brabant en was tot 1 januari 1977 een zelfstandige gemeente.

## Bezienswaardigheden
- De Sint-Margaretakerk (Église Sainte-Marguéritte) heeft een westelijk deel van het schip van omstreeks 1200, uitgevoerd in blokken kalkzandsteen. Begin 17e eeuw werd het schip vergroot. In 1774 werd het schip nogmaals vergroot in baksteen.

## Natuur en landschap
Thines is vernoemd naar het riviertje de Thines dat 2 km ten zuiden van het plaatsje ontspringt. Bij Thines ligt een groot bedrijventerrein dat bij Nijvel hoort. De hoogte aan de kerk bedraagt 131 meter.

## Politiek

### Lijst van burgemeesters
De grafzerken van vier burgemeesters van de XIXe eeuw werden bewaard in het oud kerkhof naast de Sainte-Marguerite kerk:
- Jean Joseph Ghislain Levenois, "maïor au service des Paiis Bas", overleden in 1867
- Hubert Tumerelle, benoemd als burgemeester in 1837, overleden in 1869
- Charles Joseph Beauthier, schepen, dan burgemeester tijdens 54 jaar, overleden in 1862
- Léopold Boucquéau, overleden in 1887, lid van de Association libérale du canton de Nivelles in 1880[2]

Andere burgemeesters:
- V. Marcq, burgemeester in 1887[3]
- V. Taburiaux, benoemd in 1947[4]

## Demografische ontwikkeling
- Bronnen:NIS, Opm:1831 tot en met 1970=volkstellingen, 1976= inwonersaantal op 31 december

## Nabijgelegen kernen
Nijvel, Baulers, Houtain-le-Val